# Antoni Wysocki (pisarz)
Antoni Godziemba Wysocki (ur. 17 sierpnia (lub 17 stycznia) 1872 w Hrehorowie, powiat stanisławowski, zm. 14 sierpnia 1944 w Warszawie) – polski dramaturg i powieściopisarz.
Studiował prawo i filozofię na Uniwersytecie Jagiellońskim. Brał czynny udział w życiu teatralnym Lwowa, m.in. był założycielem Teatru Niezależnego i organizatorem pierwszej polskiej wystawy teatralnej. Tworzył dramaty, powieści, nowele. Zginął 14 sierpnia 1944 podczas powstania warszawskiego.

## Twórczość
- 1895: Dom zdrowia
- 1896: Przez kłamstwo do szczęścia
- 1897: Namiętność
- 1897: Aniołowie z gliny
- 1902: W słońcu
- 1902: Zabawy mędrców
- 1903: Narodziny upiora
- 1913: Odwiedziny
- 1918: Kasztelanka
- 1925: Zabawy mędrców
- 1934: Kwiaty na stepie
- 1935: Polonez Ogińskiego